# Bathystolma
Bathystolma là một chi bướm đêm thuộc họ Erebidae.